# Henryk Franciszek Nowak

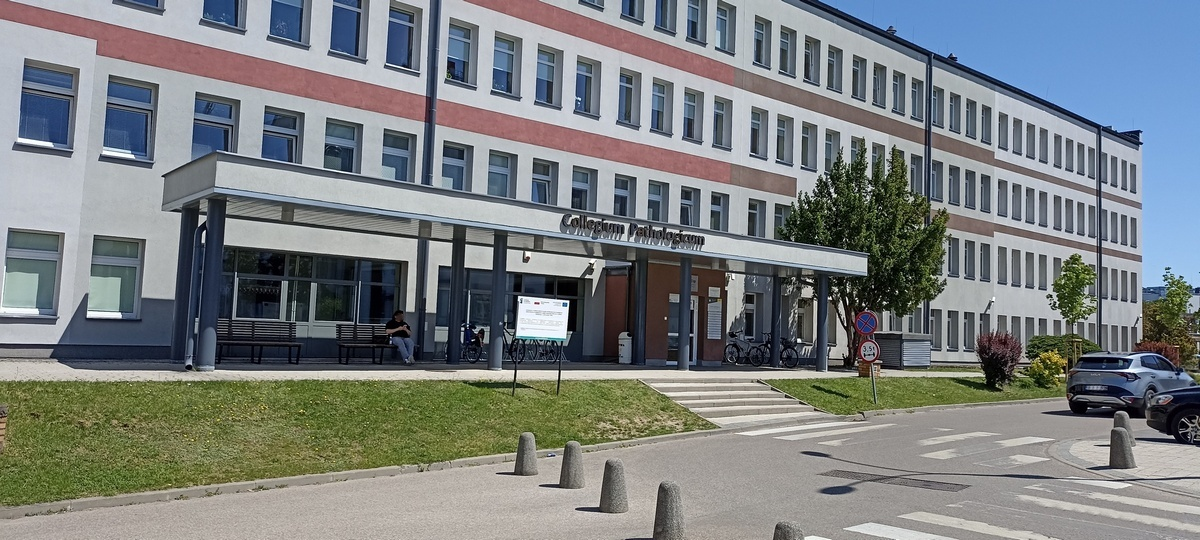
Collegium Pathologicum – Uniwersytet Medyczny w Białymstoku

Henryk Franciszek Nowak (ur. 20 lutego 1925 w Esterpolu, zm. 18 czerwca 2019 w Białymstoku) – polski lekarz, specjalista w zakresie patomorfologii, profesor nauk medycznych, dziekan Wydziału Lekarskiego Akademii Medycznej w Białymstoku (1969-1972).
Urodzony 20 lutego 1925 w Esterpolu (woj. poznańskie). Studiował w Uniwersytecie Poznańskim (UP) na Wydziale Lekarskim (włączonym w 1950 do nowo utworzonej Akademii Lekarskiej przemianowanej na Akademię Medyczną – AM). Dyplom lekarza otrzymał w 1952. Jako student pracował jako wolontariusz w Zakładach Anatomii Opisowej i Fizjologii UP, a w latach 1950-1953 był asystentem w Zakładzie Anatomii Patologicznej AM w Poznaniu. 

## Praca w Zakładzie Anatomii Patologicznej Akademii Medycznej w Białymstoku
W 1954 roku przeniósł się do Białegostoku, gdzie rozpoczął pracę jako adiunkt Zakładu Anatomii Patologicznej Akademii Medycznej (AMB), kierowanego przez prof. Ludwika Komczyńskiego, także wywodzącego się z UP. 
Specjalizację z zakresu patomorfologii I stopnia zdobył w 1954 a II stopnia w 1957.  
Tytuł doktora nauk medycznych uzyskał w 1960 na podstawie rozprawy Morfologia wstrząsu wywołanego błękitem trypanu przy podawaniu zapobiegawczym polialkoholu winylu (promotor – prof. L. Komczyński).   
Stopień naukowy doktora habilitowanego obronił w 1964 na podstawie rozprawy Histogeneza doświadczalnego nowotworzenia tkanek w mięśniach szkieletowych (opiekun – prof. L. Komczyński).   
W latach 1964 – 1969 pracował na etacie docenta w Zakładzie Anatomii Patologicznej AMB a od 1970 do emerytury w 1995 kierował nim.   
Tytuł profesora nadzwyczajnego otrzymał w 1971, zwyczajnego – w 1988.
Najważniejsze kierunki działalności: onkologia doświadczalna i kliniczna, patologia molekularna środowiska, jego wpływ na komórki i tkanki, różnicowanie komórek w toku odnowy i rozrostu, tworzywa sztuczne i możliwości ich zastosowania w technikach histologicznych, biologii i terapii.

## Osiągnięcia
Utworzył w Białymstoku jeden z najbardziej nowoczesnych Zakładów Patomorfologii w Polsce, białostocką szkołę patomorfologiczną, posiadającą znakomite zaplecze intelektualne oraz rzetelny warsztat badawczy. 
Zrealizował wielki projekt budowy nowego zakładu przy ul. Waszyngtona (Collegium Pathologicum). Prowadził zmagania o lokalizację w centrum miasta, tuż przed wejściem głównym do Państwowego Szpitala Klinicznego (obecnie: Uniwersytecki Szpital Kliniczny). Walczył o utrzymanie pierwotnego przeznaczenia budynku a nie o jego adaptację na inne cele. 
Był jednym z najbardziej zasłużonych organizatorów patomorfologii w północno-wschodniej Polsce. W tym regionie wychował całe pokolenie specjalistów oraz stworzył niezwykle nowoczesny akademicki warsztat pracy usługowej, dydaktycznej i naukowej białostockim patomorfologom. 

## Dorobek naukowy i dydaktyczny
Autor i współautor 270 prac naukowych ogłoszonych w polskich i zagranicznych czasopismach („Experimental and Toxicologic Pathology”, „Nature”) oraz książki "Histogeneza doświadczalnego nowotworzena tkanek w mięśniach szkieletowych", Warszawa, PZWL, 1965 i trzech rozdziałów w podręcznikach.
Promotor 37 rozpraw doktorskich oraz opiekun 12 przewodów habilitacyjnych, z których 8 osób uzyskało tytuł naukowy profesora zaś 4 z nich powołano na kierowników nowych zakładów AMB.

## Działalność organizacyjna
- Członek Senatu AMB (1961-1972, 1979-1981)[10];
- Specjalista wojewódzki ds. patomorfologii województw białostockiego, olsztyńskiego i suwalskiego[2] (1964-1990) i regionalny w zakresie patomorfologii (1980-1998)[10];
- Prodziekan Wydziału Lekarskiego AMB (1966-1969)[6];
- Dziekan Wydziału Lekarskiego AMB (1969-1972)[6];
- Kierownik Studium Doktoranckiego przy Zakładzie Anatomii Patologicznej (1970-1985)[3];
- Członek komitetu redakcyjnego pisma „Patologia Polska” (1970-1990)[10];
- Członek Komisji Biologii Nowotworów VI Wydziału Nauk Medycznych PAN (1972-1980)[10];
- Członek Krajowego nadzoru specjalistycznego ds. patomorfologii (1990-1995)[3];
- Organizator Sympozjum Mikroskopii Elektronowej (1974, Białowieża)[10];
- Organizator VII Ogólnopolskiej Konferencji Onkologii Doświadczalnej PAN (1977)[3];
- Organizator X Zjazdu Naukowego Polskiego Towarzystwa Patologów (1986)[11];
- Członek Światowego Związku Żołnierzy Armii Krajowej[10].

## Towarzystwa naukowe
- Polskie Towarzystwo Patologów – wiceprzewodniczący (1958-1969) i przewodniczący (1970-1998) Oddziału Białostockiego; członek Zarządu Głównego (1970-1998), członek honorowy od 1992[12];
- Polskie Towarzystwo Histochemików i Cytochemików (od 1960)[3];
- European Association for Cancer Research (od 1990)[2];
- International Academy of Pathology – członek-współzałożyciel (1999)[2].

## Odznaczenia
- Krzyż Kawalerski Orderu Odrodzenia Polski[10];
- Złoty Krzyż Zasługi[10];
- Medal Komisji Edukacji Narodowej[6];
- Krzyż Partyzancki[6];
- Krzyż Armii Krajowej (1994)[2];
- Laureat licznych nagród naukowych resortowych i rektora AMB[13].

Do ostatnich dni życia utrzymywał żywy kontakt z zakładem, z którym był związany przez ponad pół wieku. Zmarł 18 czerwca 2019 roku, został pochowany rodzinnych stronach, w Ostrowie Wielkopolskim.